# Oleksiy Kashchuk
Oleksiy Kashchuk (ucraniano: Олексій Миколайович Кащук; Zviáhel, 29 de junio de 2000) es un futbolista ucraniano que juega de centrocampista en el Qarabağ F. K. de la Liga Premier de Azerbaiyán.

## Trayectoria
Nacido en Zviáhel, Óblast de Zhitómir, procede de la escuela deportiva juvenil del Vorskla Poltava. En 2016 fichó por el Shajtar Donetsk, aunque nunca llegó a debutar con el primer equipo. Tres años más tarde, durante el mercado de verano de la temporada 2019/20, fue cedido al F. C. Mariúpol de la Liga Premier de Ucrania, debutando el 3 de agosto de 2019 al entrar como suplente en la segunda parte contra el F. C. Oleksandria.
El 29 de marzo de 2022, un mes después del inicio de la invasión rusa de Ucrania, el Sabah FC de la Liga Premier de Azerbaiyán anunció su fichaje en calidad de cedido hasta final de temporada.

## Estadísticas

### Clubes
Actualizado al último partido disputado el 28 de mayo de 2023.
| Club                     | Div.          | Temporada     | Liga  | Liga  | Liga   | Copas nacionales | Copas nacionales | Copas nacionales | Copas internacionales | Copas internacionales | Copas internacionales | Total | Total | Total  |
| Club                     | Div.          | Temporada     | Part. | Goles | Asist. | Part.            | Goles            | Asist.           | Part.                 | Goles                 | Asist.                | Part. | Goles | Asist. |
| ------------------------ | ------------- | ------------- | ----- | ----- | ------ | ---------------- | ---------------- | ---------------- | --------------------- | --------------------- | --------------------- | ----- | ----- | ------ |
| F. C. Mariúpol · Ucrania | 1.ª           | 2019-20       | 18    | 4     | 0      | 2                | 0                | 0                | 1                     | 0                     | 0                     | 21    | 4     | 0      |
| F. C. Mariúpol · Ucrania | 1.ª           | 2020-21       | 15    | 0     | 1      | 0                | 0                | 0                | —                     | —                     | —                     | 15    | 0     | 1      |
| F. C. Mariúpol · Ucrania | 1.ª           | 2021-22       | 15    | 4     | 2      | 2                | 0                | 0                | —                     | —                     | —                     | 17    | 4     | 2      |
| F. C. Mariúpol · Ucrania | Total club    | Total club    | 48    | 8     | 3      | 4                | 0                | 0                | 1                     | 0                     | 0                     | 53    | 8     | 3      |
| Sabah F. C. Azerbaiyán   | 1.ª           | 2021-22       | 1     | 1     | 0      | 0                | 0                | 0                | —                     | —                     | —                     | 1     | 1     | 0      |
| Sabah F. C. Azerbaiyán   | 1.ª           | 2022-23       | 31    | 16    | 9      | 2                | 0                | 0                | —                     | —                     | —                     | 33    | 16    | 9      |
| Sabah F. C. Azerbaiyán   | Total club    | Total club    | 32    | 16    | 9      | 2                | 0                | 0                | 0                     | 0                     | 0                     | 34    | 16    | 9      |
| Total carrera            | Total carrera | Total carrera | 80    | 24    | 12     | 6                | 0                | 0                | 1                     | 0                     | 0                     | 87    | 24    | 12     |

## Palmarés

### Títulos nacionales
| Título                     | Club                  | País       | Año  |
| -------------------------- | --------------------- | ---------- | ---- |
| Liga Premier de Ucrania    | F. K. Shajtar Donetsk | Ucrania    | 2024 |
| Copa de Ucrania            | F. K. Shajtar Donetsk | Ucrania    | 2024 |
| Liga Premier de Azerbaiyán | Qarabağ F. K.         | Azerbaiyán | 2025 |